# 盧燾
盧 燾（ろ とう）は中華民国の軍人。黔軍（貴州軍）に属し、孫文（孫中山）の護法運動を支援した。旧名は亮疇。字は壽慈。チワン族（壮族）出身。

## 事跡

### 革命派としての活動
最初は学問を志したが、19歳の時に軍に加入した。1903年（光緒29年）、柳州において反清活動に参加している。その後も反清活動を展開したが、宣統年間に雲南省へ向かい、雲南陸軍講武堂で学んだ。
1911年（宣統3年）に卒業し、10月、革命派として昆明重九起義に参加した。1912年（民国元年）3月、滇軍（雲南軍）の唐継尭による貴州出征に参加している。以後は黔軍に配属されて昇進を重ねた。1917年（民国6年）の護法戦争では、貴州護法軍第1混成旅旅長に就任する。

### 黔軍総司令に就任
1920年（民国9年）11月、貴州督軍劉顕世が、甥で南方政府を支持する王文華のクーデターにより失脚する（民九事変）。また、王もこの時のクーデターの首謀者として糾弾されることを恐れ、貴州にはなかなか帰還しなかった。このため、翌年1月に、軍指揮官の中で最も高位にあった盧燾が、南方政府支持派により代理黔軍総司令に推戴されたとされる。ただし、劉顕世が失脚して間もない11月22日には既に黔軍代総司令の名義で胡瑛、谷正倫とともに広州軍政府への支持の表明と護法各省の一致行動を呼びかける声明を発している。いずれにせよ、これは王文華が戻るまでの代理の予定だったが、1921年3月16日に王が部下の袁祖銘に暗殺されるという変事が発生してしまう。結局、盧が正式に総司令に就任した。
同年5月、盧燾は、孫文（孫中山）からも貴州総司令兼貴州省長に任命された。しかし、盧は外省人であったことなども原因で十分な指導力を発揮できず、何応欽、谷正倫らが繰り広げた貴州軍の内部対立を調整できなかった。その後、北京政府の後ろ盾を得た袁祖銘が貴州帰還（定黔）を図る。大勢がすでに決したとみた盧は抵抗することなく、1922年（民国11年）4月に下野した。翌1923年（民国12年）、孫文の大本営で高級参謀をつとめている。その後、国民政府でも西南軍政委員会委員となった。

### 非業の最期
日中戦争（抗日戦争）期間中は、盧燾は故郷に隠棲していた。戦後の1946年（民国35年）11月に制憲国民大会代表に当選する。さらに、1948年（民国37年）には行憲国民大会代表に当選した。国共内戦に国民政府が敗北する間際の1949年（民国38年）11月、貴州省政府主席となっていた谷正倫の招請に応じ、盧は貴陽市民衆臨時治安委員会主任に任命され民心の安定に努める。一方で、すでに内戦の大勢は決したと見た盧は、市内の中国共産党支持派との連携も強めていた。
しかし同月14日、谷正倫の政敵で雲南・貴州の支配を狙っていた国民革命軍第89軍軍長劉伯竜により、盧燾は共産党内通の罪を問われる形で銃殺された。享年69。直後、劉の放縦な行為に激怒した谷により、劉も逮捕、処刑されている。
盧燾は金銭に淡白で、質朴な生活を旨としていた。社会事業にも熱心で、外省人ながら貴州省の各階層からの人望が厚かった。その死は、省内の多くの人々から悲しまれている。中国人民解放軍が貴陽に入城した直後の1950年1月8日、各界合同で追悼会が開催された。また、盧と生前に親交があった朱徳・李済深らも、追悼文を捧げている。